# Élections générales québécoises de 2012
Les élections générales québécoises de 2012 ont lieu le 4 septembre 2012. Les députés de la 40e législature de l'Assemblée nationale du Québec sont élus.
Un gouvernement minoritaire du Parti québécois est élu, le premier dans l'histoire du parti, et Pauline Marois devient la première femme première ministre du Québec.

## Contexte

### Déclenchement des élections
Le 11 juillet 2012, le quotidien montréalais La Presse annonce que l'élection générale aurait lieu le 4 septembre 2012. Le contexte québécois (Grève étudiante, commission Charbonneau, etc.) aurait été la cause de l'anticipation des élections. Le 1er août 2012, Jean Charest confirme les rumeurs et demande la dissolution du parlement provincial et la tenue d'élections législatives anticipées.
Après trois mandats à la tête du Québec, bon nombre d'observateurs de la scène politique québécoise estiment que le premier ministre Charest prend un pari risqué en déclenchant des élections quinze mois avant la fin théorique de son mandat, en décembre 2013. Pour remporter un quatrième mandat consécutif — ce qui égalerait la performance de Maurice Duplessis entre 1944 et 1959 —, il doit regagner la confiance de l'électorat francophone pour se faufiler entre le Parti québécois de Pauline Marois et la Coalition avenir Québec, un nouveau parti politique, fondé par l'ex-péquiste François Legault et héritier de la défunte Action démocratique du Québec, le parti de centre-droit de Mario Dumont.

## Partis politiques
Voici, par ordre décroissant du nombre de députés au moment de la dissolution de l'Assemblée nationale, les partis politiques en lice pour les élections générales québécoises du 4 septembre 2012.

### Parti libéral du Québec

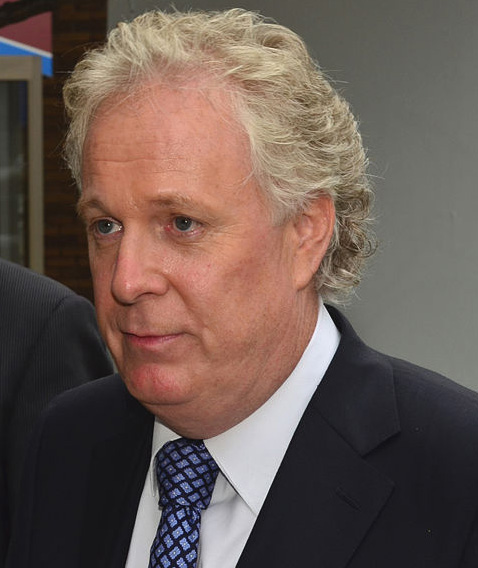
Jean Charest, à une semaine du vote

Le chef du Parti libéral du Québec, Jean Charest, a décidé de faire de la stabilité et du maintien de l'ordre établi son thème en début de campagne. Contesté par des manifestants qui s'opposent à la hausse des frais de scolarité et à la loi 12, le premier ministre sortant a organisé sa première conférence électorale sur le tarmac de l'aéroport international Jean-Lesage de Québec, plutôt qu'au domaine Cataraqui, qui avait été réservé la semaine précédant le déclenchement de l'élection.
Durant le point de presse inaugural de la campagne électorale, Jean Charest (PLQ) axe sa communication sur la crise étudiante (2012) et le développement économique. Lorsqu’il aborde le sujet, il accuse le mouvement étudiant d’utiliser des méthodes d’intimidation et de vandalisme. Il accuse le Parti québécois de s’associer aux contestataires qu’il juge intransigeants. Sur le développement économique, il insiste sur son Plan Nord. En fait pour lui, la mise en place du plan est conditionnelle « au maintien des systèmes publics de santé et d’éducation pour les prochaines générations ».
Jean Charest s'en remet à la « majorité silencieuse », qui selon lui approuve sa façon de gouverner et de ne pas abdiquer « ses responsabilités face à la rue », et se défend d'avoir déclenché des élections en août, avant la reprise des travaux de la Commission Charbonneau et affirme qu'il n'a pas de leçon à recevoir en matière de probité.
Le Parti libéral du Québec compte aussi sur le vote des électeurs anglophones. Dès le début de la campagne, Jean Charest déclare à ceux qui seraient tentés de s'abstenir en raison de la performance éthique du gouvernement que leur abstention s'assimilerait à un vote en faveur d'un référendum sur la souveraineté du Québec.

### Parti québécois

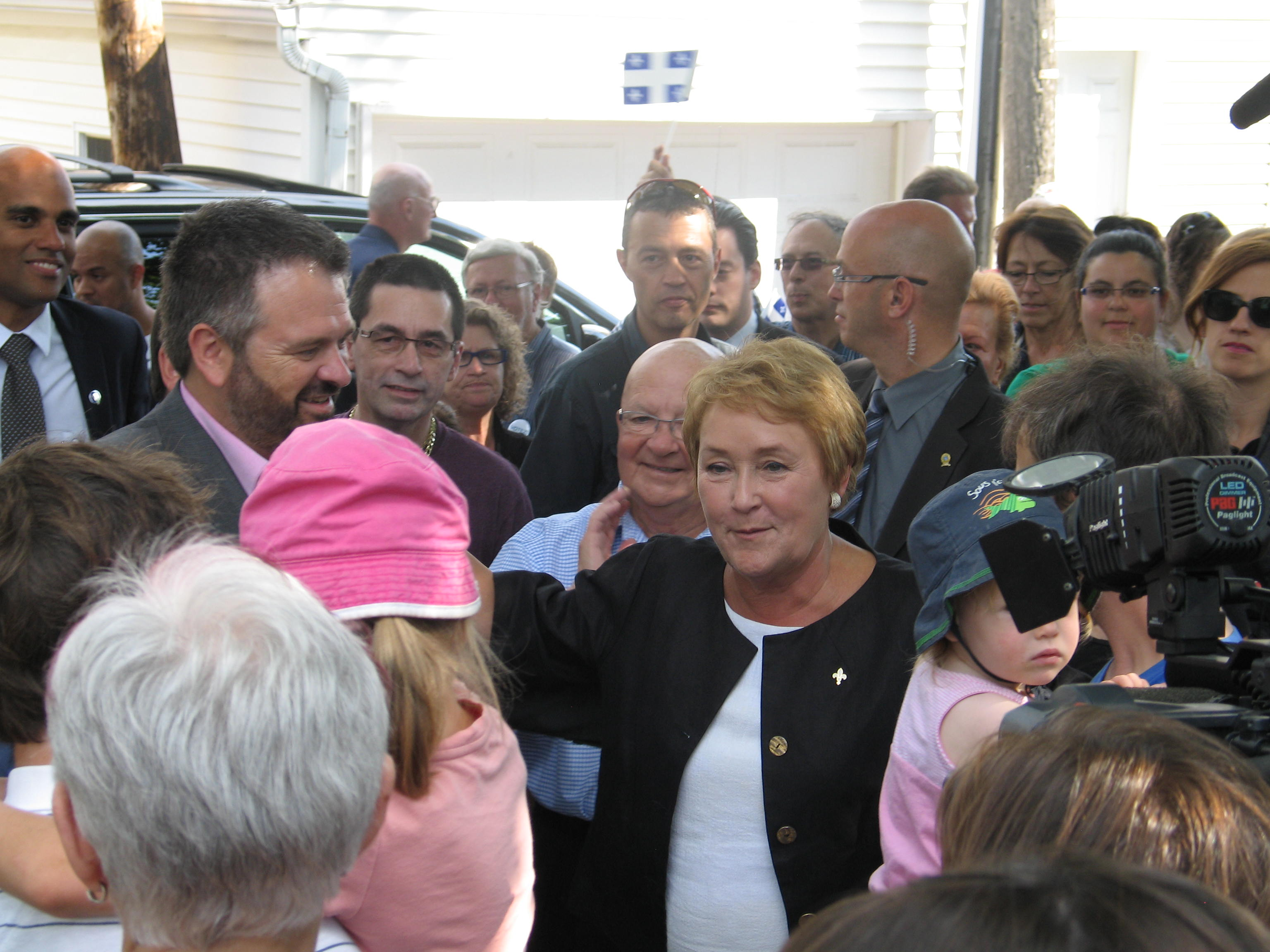
Pauline Marois fait campagne à Québec à la veille de l'élection du 4 septembre.

Le Parti québécois, qui forme l'opposition officielle depuis 2008, compte tirer profit de « l'usure et de la corruption » du gouvernement libéral au pouvoir depuis 2003. Se présentant comme le parti de « l'honnêteté », la chef péquiste Pauline Marois oppose la vision économique et nationale de ses adversaires libéraux et caquistes à celle de sa formation politique, axée sur les thèmes de « s'affirmer, s'enrichir, s'entraider ».
En avance dans les sondages, le Parti québécois affirme qu'il cherche d'abord un mandat pour gouverner et non seulement pour organiser un nouveau référendum sur le statut politique du Québec, bien que cette question demeure un fondement du parti : « Nous préférons, nous souhaitons, nous désirons un pays », rappelait Pauline Marois le 1er août.

### Coalition avenir Québec
À l'occasion de la première campagne de son histoire, la CAQ articule un message axé sur le thème du changement. Le chef du parti et ancien ministre péquiste François Legault insiste sur un nationalisme économique qui passe par un changement de mission de la Caisse de dépôt et placement du Québec, l'exploitation des ressources naturelles « au bénéfice de l'ensemble des Québécois » et la lutte contre l'influence des syndicats et autres bureaucrates qui résistent au changement notamment dans les commissions scolaires, dans le système de santé et à Hydro-Québec.

### Option nationale
Le parti Option nationale entend mener la première campagne de son histoire sur le thème de la souveraineté du Québec. Pour Jean-Martin Aussant, le chef de ce nouveau parti fondé en 2011, « tous les problèmes qui vont être énumérés lors de la campagne électorale seraient mieux réglés si le Québec était souverain ». Lors du lancement de sa campagne à Nicolet, Aussant a reçu l'appui du député indépendant Pierre Curzi, qui ne sollicitera toutefois pas un second mandat lors de l'élection de 2012. Les priorités du programme d'Option nationale seront la nationalisation des ressources naturelles, la gratuité scolaire et l’instauration d’élections à date fixe incorporant un mode de scrutin proportionnel.
Option nationale veut également augmenter la participation des jeunes dans le processus politique, soulignant que son équipe de candidats sera la plus jeune parmi celles des grands partis en lice. L'ancien député péquiste admet que la campagne de son parti sera plus modeste que celle de ses adversaires, une lacune qu'il comblera par une présence accrue sur le terrain et les médias sociaux.
Dans le cadre de la campagne électorale, Option nationale s'est entendue avec Québec solidaire pour que ces derniers ne présentent pas de candidat dans Nicolet-Bécancour afin de faciliter l'élection de Jean-Martin Aussant. En échange, Option nationale ne présente pas de candidat dans Gouin, circonscription de la coporte-parole de Québec solidaire Françoise David.

### Québec solidaire
Pour sa troisième campagne électorale, Québec solidaire a pour objectif d'augmenter sa représentation à l'Assemblée nationale et de faire une percée à l'extérieur de Montréal. Les deux porte-parole du parti, Amir Khadir et Françoise David, affirment que la présence de leur formation politique est nécessaire au bon fonctionnement de la démocratie et qu'« une quinzaine de circonscriptions » seront ciblées au cours de la campagne.
Le parti de gauche, qui fera campagne avec le slogan « Debout », veut axer sa campagne sur cinq thèmes : l'éducation gratuite, la protection des ressources naturelles, les transports électriques, les retraites et l'indépendance du Québec.
Québec solidaire ne présente pas de candidat dans Nicolet-Bécancour, circonscription du chef d'Option nationale, Jean-Martin Aussant. En échange, Option nationale ne présente pas de candidat dans la circonscription de Gouin, où se présente la coporte-parole de Québec solidaire Françoise David.

### Autres partis
Un total de 20 partis politiques ont été autorisés par le Directeur général des élections du Québec. De droite, de gauche ou de nature plus ludique, les plus petits partis ne présentent pas de candidats dans toutes les circonscriptions. Cinq nouveaux partis ont été enregistrés depuis la dernière élection, dont le Parti de la classe moyenne du Québec (7 candidats), le Parti nul (10 candidats), le Parti conservateur du Québec (27 candidats) — dirigé par un ancien député conservateur fédéral, Luc Harvey — et Équipe autonomiste (17 candidats), un parti fondé par des militants de la défunte Action démocratique du Québec s'étant opposés à la fusion de leur parti avec la Coalition avenir Québec. Parmi les autres partis enregistrés auprès du Directeur général des élections du Québec, on compte le Bloc Pot (2 candidats), la Coalition pour la constituante (29 candidats, concentrés essentiellement dans la région de Montréal), le Parti équitable (un seul candidat, à savoir son chef), le Parti indépendantiste (10 candidats), le Parti marxiste-léniniste du Québec (25 candidats), le Parti unité nationale (12 candidats), le Parti vert du Québec (67 candidats) et l'Union citoyenne du Québec (20 candidats). On trouve également le parti Québec - Révolution démocratique, qui présente un seul candidat.

#### Union citoyenne du Québec
À l'occasion de la première campagne de son histoire, l'Union citoyenne du Québec compte rassembler le vote fédéraliste qui se refuse à accorder sa confiance au Parti libéral du Québec. Il est principalement composé de candidats actifs au sein des partis fédéraux Nouveau Parti démocratique et Parti libéral du Canada ainsi que de nombreux anciens membres du Parti libéral du Québec qui ont rompu avec ce dernier[réf. nécessaire].

## Enjeux

### Avenir politique du Québec
La question de l'avenir politique du Québec est un enjeu de la campagne électorale. Avec deux autres partis — Québec solidaire et Option nationale — qui affichent clairement leur position en faveur de la souveraineté du Québec, le Parti québécois, porteur historique de cet enjeu, propose une stratégie afin de rapatrier des compétences et des budgets actuellement exercées par le gouvernement fédéral.
Dans une entrevue au Globe and Mail de Toronto quelques jours avant le déclenchement de la campagne, le porte-parole péquiste en matière d'affaires intergouvernementales canadiennes, Bernard Drainville, a expliqué que son parti désirait exercer l'ensemble des compétences dans les domaines de l'assurance-emploi, des communications et du développement économique régional en plus d'exiger que les politiques linguistiques québécoises s'appliquent partout au Québec, y compris dans les domaines de compétence fédérale.

### Économie
L'économie québécoise demeure relativement robuste malgré les soubresauts de la crise économique mondiale de 2008. Depuis 2006, le taux de chômage fluctue autour d'une moyenne de 7,5 %, après un sommet à 8,5 % en 2009. En juin 2012, le taux de chômage désaisonnalisé au Québec s'établissait à 7,7 %.
Jean Charest, qui veut faire de l'économie son principal cheval de bataille a promis la création de 250 000 emplois et la réduction du taux de chômage à 6 % au cours d'un prochain mandat libéral. Dans un document rendu public au second jour de la campagne et qualifié de « mince » par la presse, le PLQ compte en outre «assurer le rayonnement de notre métropole» et stimuler l’emploi, notamment chez les travailleurs «expérimentés» par une série de mesures à être annoncées plus tard. Commentant l'annonce, le rédacteur en chef de Jobboom, Éric Grenier, fait toutefois remarquer que l'économie québécoise a ajouté 237 000 emplois entre 2003 et 2008 pour une croissance annuelle de 1,25 %. Cette performance est toutefois inférieure à l'Ontario qui avait enregistré une croissance de 1,43 % durant la même période. Les prévisions économiques du mouvement Desjardins et d'Emploi-Québec prévoient d'ailleurs que de 45 000 à 48 000 nouveaux emplois seront créés en 2012. Les prévisionnistes des deux institutions prévoient d'ailleurs l'atteinte d'un taux de chômage de 6 % d'ici cinq ans, ce qui en fait une promesse peu risquée.

#### Finances publiques
Au cours des neuf années du gouvernement Charest, la dette brute du Québec a augmenté un peu plus rapidement que l'inflation, passant de 53,1 % à 55,8 % du produit intérieur brut (PIB). Durant la même période, la dette représentant les déficits cumulés du gouvernement, exprimée en pourcentage du PIB, est demeurée relativement stable à 34,5 % et s'établissait à 119,5 milliards $ en 2012. Les économistes des grandes institutions financières québécoises estiment que la dette publique est « très élevée » mais que ce problème n'est « pas trop préoccupant présentement », compte tenu des bas taux d'intérêt sur les marchés obligataires. François Desjardins, économiste au Mouvement Desjardins, estime toutefois que cette dette limite la marge de manœuvre du gouvernement.

### Éducation
Principal thème de l'actualité au cours des six premiers mois de 2012, la question des droits de scolarité dans les universités québécoises a fait l'objet d'engagements de tous les partis d'opposition dès les premiers jours de la campagne électorale. Seul le Parti libéral du Québec entend maintenir de la hausse qui a provoqué une série de débrayages dans les cégeps et universités et de la loi 78 qui impose le retour en classe et limite le droit de manifester. Dès le premier jour de la campagne, le chef libéral a dit jurer qu'il irait de l'avant avec cette mesure de son programme malgré les manifestations.
Le 2 août, le Parti québécois indique qu'il prendra trois mesures pour répondre aux revendications étudiantes. S'il est porté au pouvoir, le PQ annulerait la hausse de 1 778 $ sur sept ans, abrogerait la loi 78 et convoquerait un sommet sur l'enseignement supérieur dans les 100 jours de l'élection.
La CAQ dit faire de l'éducation une « priorité absolue ». François Legault a soutenu qu'il est plus essentiel de renforcer l'enseignement primaire et secondaire que de maintenir les droits de scolarité à leur niveau actuel. L'ex-ministre de l'Éducation a demandé aux étudiants grévistes de retourner en classe à la mi-août et leur propose une hausse des droits de scolarité de 1 000 dollars sur cinq ans, en échange d'une bonification de l'aide financière aux étudiants.

### Intégrité et gouvernance
Le dernier mandat du gouvernement sortant a été difficile sur le front de l'intégrité de la classe politique. Les révélations des journalistes d'enquête et de l'opposition sur les Centres de la petite enfance, la nomination des juges, le financement des partis politiques et la collusion et la corruption dans le secteur des travaux publics ont régulièrement défrayé la manchette depuis 2009 et forcé le premier ministre à congédier un ministre et à former deux commissions d'enquête.
Néanmoins, le chef libéral, Jean Charest, estime que son gouvernement a fait du bon travail pour enrayer ces phénomènes et s'accorde une note de 8⁄10 à ce chapitre. Il rappelle la création de l'Unité permanente anticorruption, les modifications à la loi sur le financement des partis politiques et des mesures pour contrer la fraude dans l'industrie de la construction,.
De son côté, la CAQ propose la création du regroupement des activités des commissaires au lobbyisme et de celui à l'éthique et à la déontologie au sein d'un commissaire à l'intégrité de la vie publique, amender la loi sur le lobbyisme pour interdire toute activité d'influençage entre la publication d'un appel d'offres et l'octroi d'un contrat, limiter les contributions politiques à 100 $ par année par parti politique, en plus de donner aux maires la possibilité d'annuler un appel d'offres si les prix demandés sont trop élevés.
François Legault a toutefois dû répondre aux questions pointues des journalistes sur différentes irrégularités entourant son parti comme la citation à procès de son candidat-vedette, le Dr Gaétan Barrette, pour lobbyisme illégal, l'implication du secrétaire-trésorier du parti dans un scandale immobilier à Montréal ou des irrégularités dans la liste des donateurs du parti, soulevées par le Parti libéral.

## Déroulement de la campagne
Au début de la campagne électorale, la presse écrite francophone traite surtout des sujets suivants : la corruption, la crise étudiante et l’économie. Le sujet de l’économie est le sujet favori du Parti libéral, donc il s’y consacre tout au long de la campagne. À l’inverse, les propositions de leur principal adversaire, le Parti québécois, sont présentées comme contraires au retour à l’équilibre budgétaire et au développement de l’économie. Le Parti québécois concentre son début de campagne sur la crise étudiante et les accusations de corruption envers le Parti libéral. En deuxième moitié de campagne, le PQ est ravi de voir que la souveraineté est très présente dans les journaux. Il est estimé que les chefs des trois partis principaux (PQ, PLQ et CAQ) ont reçu un niveau d’attention similaire dans la presse écrite. Mais l’attention varie en fonction de l’ordre du jour. Par exemple, l’annonce de la candidature de Jacques Duchesneau braque les projecteurs sur la CAQ pendant un moment.
Dans les journaux anglophones, les sujets d’actualité sont similaires au début de la campagne. C’est durant la deuxième partie de la campagne que l’ordre du jour de la presse anglophone se différencie de la presse francophone. L’enjeu de la souveraineté suscite des inquiétudes chez la communauté anglo-québécoise. Donc, l’enjeu de la souveraineté est surreprésenté dans les journaux anglophones.

### Médias numériques
La campagne électorale de 2012 est très différente des campagnes précédentes en raison de l’émergence des médias numériques. Les médias de masse comme la presse écrite, la radio et la télévision ne détiennent plus le monopole de la diffusion de l’information. Désormais, des médias en ligne et des réseaux sociaux font leur apparition chez le grand public et deviennent des lieux où l’information est aussi diffusée. Les politiciens et les partis politiques peuvent communiquer directement avec les citoyens sans passer par les médias traditionnels qui filtrent l’information avant de la diffuser. Désormais les citoyens peuvent jouer les rôles de consommateur et de créateur de contenu via les médias sociaux. Ils offrent la possibilité de renouveler le lien de confiance avec les électeurs. Toutefois, les médias sociaux sont utilisés différemment selon les partis. Les deux approches principales sont : l’approche citoyenne et l’approche marketing. Les partis qui misent sur des bases militantes importantes comme le PQ et QS utilisent l’approche citoyenne sur les médias sociaux tel que Facebook pour mobiliser leurs membres. Alors que les partis dit « d’électeurs » utilisent l’approche marketing et n’interagissent que très peu avec leurs membres. Ce phénomène change la dynamique politique. Lors des campagnes électorales, l’ordre du jour n’est plus considéré comme homogène, car l’information ne se diffuse plus seulement par les médias de masse. En 2012, les médias traditionnels restent les plus consommés chez les Québécois en période électorale c’est pourquoi l’impact des nouveaux médias reste indéterminé.

### Événements et chronologie
- 24 juillet : Leo Bureau-Blouin figure, importante du printemps érable, se porte candidat pour le PQ[28].
- 1er août : Déclenchement de la campagne électorale
- 2 août : Jean Charest promet de créer 250 000 emplois[29].
- 4 août : Jacques Duchesneau se porte candidat pour la Coalition avenir Québec[30] dans Saint-Jérôme.
- 5 août :
  - Le Parti libéral promet 100 $ aux familles des 450 000 enfants qui fréquentent les écoles primaires publiques[31].
  - Le Parti québécois promet d'attendre les études environnementales avant de décider si le gouvernement devrait exploiter le gisement de pétrole Old Harry[32].
  - Le Parti libéral annonce qu'il indexera les tarifs des Centres de la petite enfance (présentement à 7 $ par jour)[33].
- 6 août : Jacques Duchesneau commet une bourde en affirmant qu'en tant que vice-premier ministre il sera responsable de la nomination de certains ministres. Son chef, François Legault, le rabroue[34].
- 7 août : La CAQ propose une réduction d'impôt pour la classe moyenne[35].
- 9 août : La CAQ propose des écoles ouvertes de 9 à 5[36].
- 14 août : Pauline Marois promet une charte de la laïcité pour encadrer les accommodements raisonnables[37].
- 27 août : Marois promet la fin du conflit étudiant, mais pas la gratuité[38].

- 4 septembre : La soirée électorale est assombrie par un attentat au Métropolis de Montréal, où se réunissent les partisans du Parti québécois pour célébrer la victoire. Un tireur québécois anglophone fait feu sur deux personnes. Une victime succombe à ses blessures. Le discours de Pauline Marois est abruptement interrompu[39].

### Slogans
| Parti | Parti                        | Slogan                                                                         |
| ----- | ---------------------------- | ------------------------------------------------------------------------------ |
|       | Parti libéral du Québec      | Pour le Québec / For Quebec                                                    |
|       | Parti québécois              | À nous de choisir                                                              |
|       | Coalition avenir Québec      | C'est assez, faut que ça change!                                               |
|       | Québec solidaire             | Debout                                                                         |
|       | Option nationale             | ON peut mieux pour le Québec (slogan non utilisé en pratique)                  |
|       | Parti vert du Québec         | Se donner une voix                                                             |
|       | Union citoyenne du Québec    | Enfin!                                                                         |
|       | Parti conservateur du Québec | Carrément mieux                                                                |
|       | Équipe autonomiste           | Votez pour vous. Un peu plus à droite mais pas dans le champ.[réf. nécessaire] |

### Soutiens de la presse
|             | En 2008 | En 2008        | En 2012 | En 2012          |
| ----------- | ------- | -------------- | ------- | ---------------- |
| Le Devoir   |         | Pas de soutien |         | Parti québécois  |
| Le Soleil   |         | Parti libéral  |         | Pas de soutien   |
| La Presse   |         | Parti libéral  |         | Parti libéral    |
| The Gazette |         | Parti libéral  |         | Coalition avenir |

Le 1er septembre 2012, le journal The Gazette publie un éditorial de soutien modéré à la Coalition avenir Québec. L'éditorial souligne surtout sur le rejet du Parti québécois parmi l'équipe éditoriale du journal du fait de son option constitutionnelle et de ses propositions économiques. L'équipe éditoriale rejette également le Parti libéral du fait de l'usure de son gouvernement après trois mandats consécutifs malgré la présence de certains candidats de qualité dans ses rangs,.
Le même jour le journal Le Devoir par la voix de son directeur Bernard Descôteaux apporte son soutien au Parti québécois. L'éditorial souligne l'usure importante du Parti libéral après ses trois mandats (malgré certaines réalisations tel que la gestion de la récession économique et des finances publiques) et la faiblesse de l'équipe de la Coalition avenir Québec autour de François Legault.

### Débats des chefs
Quatre débats opposent les chefs de partis durant la campagne électorale. Le premier débat eut lieu le dimanche 19 août et mit aux prises Jean Charest, Françoise David, François Legault et Pauline Marois. De facture traditionnelle dans le contexte québécois, le débat fut diffusé sur les ondes de la télévision de Radio-Canada et à Télé-Québec.
Ce débat est divisé en quatre parties : économie, gouvernance, politiques sociales et question nationale/identité. 
Dans la première partie sur les enjeux économiques, Jean Charest défend son bilan. Celui-ci met de l’avant les éléments positifs, dont la bonne performance du Québec pendant la crise économique. Le chef du PLQ veut être perçu comme le candidat de l’économie et comme celui qui va créer des emplois au Québec. À leurs tours les autres candidats tentent de montrer les aspects négatifs des résultats économiques depuis que Charest est au pouvoir. Ceux-ci tentent de nuire à la crédibilité du Parti Libéral dans ce domaine. D’ailleurs, François Legault fait remarquer qu’il s’agit toutefois de la pire performance parmi les provinces, après l’Île-du-Prince-Édouard. Ensuite, Marois essaie de mettre son programme de l’avant avec une promesse phare de son parti sur le plan fiscal, celle de l’annulation de la taxe santé. L’économie a souvent été perçue et décrite comme une faiblesse au PQ. La chef du parti tente alors d’améliorer son image sur cet aspect. Au cours de ce même segment, Françoise David détaille la stratégie économique de son parti en disant vouloir créer de « vrais emplois », dans les domaines l’électrification des transports et des énergies renouvelables, entre autres. Québec solidaire est décrit par plusieurs comme un parti de « pelleteux nuage », David tente alors définitivement de donner de la crédibilité à son programme en mentionnant des projets concrets. 
Dans la seconde partie du débat, dédiée à la gouvernance, Jean Charest est alors la cible de plusieurs interventions. Pauline Marois questionne le premier ministre sortant sur la raison d’avoir attendu deux ans et demi avant de déclencher une commission d’enquête sur la construction et l’octroi des contrats, rappelant que 80 % des Québécois y étaient favorables. Monsieur Charest doit aussi répondre aux interventions soulignant l’affaire Tomassi sur l’attribution de permis de garderies. Les candidats tentent de nuire à l’image du parti libéral en questionnant son éthique. Ensuite, Jean Charest se permet aussi d’attaquer le parti de Pauline Marois lorsqu’il ressort un rapport datant de 2006 de la Commission Moisan blâmant le PQ pour financement illégal. Il ressort cette information pour ne pas être vu comme le seul parti ayant des reproches sur le plan de l’éthique. 
Les politiques sociales; la santé et l’éducation représentent environ 70 pour cent des dépenses dans les programmes des différents partis politiques. Tous font d’ailleurs la promesse d’obtenir un médecin pour chaque famille. La famille étant importante pour l’électorat québécois, chaque parti veut être perçu comme son grand défenseur et comme celui qui peut apporter le plus à ce groupe de la population. La question de l’éducation est aussi amenée dans le débat, un sujet important avec la grève étudiante québécoise de 2012. David et Marois ont fait une grosse campagne sur cette crise et souhaitent travailler avec la classe étudiante pour résoudre le conflit. Charest à part, veut renforcer l’idée que les étudiants faisaient de l’intimidation et nuisait au bon déroulement des classes. Il veut être vu comme celui qui a rétabli l’ordre et la sécurité. Ensuite, celui-ci maintient sa position dans la hausse des frais de scolarité.
Durant la dernière section du débat, Pauline Marois et Françoise David ont toutes deux comme volonté la création d’un Québec souverain, à l’opposé de Jean Charest et François Legault. Des divergences apparaissent au sujet du processus vers l’indépendance chez les deux partis souverainistes, par exemple, Marois désire organiser de nouvelles élections avant de faire un référendum sur la souveraineté, alors que David souhaite opter pour un processus de consultation populaire, marquée par la rédaction d’une constitution du Québec. Sur cet aspect, Marois se veut rassurante sur cet enjeu, elle veut obtenir le vote des souverainistes, mais aussi celui des électeurs qui veulent se débarrasser du gouvernement libéral.
Les différents chefs et porte-paroles communiquent lors du débat selon des contextes et des objectifs de communication différents qui sont détaillés ci-dessous :
- Lors du débat, le Parti québécois est placé en avance par plusieurs firmes de sondages et ce depuis le début de la campagne[55]. Pauline Marois tente alors d’agir avec calme et respect envers ses adversaires, puisqu’elle veut être perçue comme la prochaine Première ministre. Elle présente le programme du Parti québécois, tout en se défendant des attaques de ses adversaires. Il existe une incertitude dans la position de Marois par rapport à la question de la souveraineté, n’ayant toujours pas tranché à savoir si elle réaliserait un référendum dans un premier mandat. Elle est, dans cette situation, dans une impasse communicationnelle, elle doit composer entre l’article 1 du PQ et sa position personnelle[56].

- Durant le débat, Jean Charest est à la défensive étant donné qu’il doit défendre le bilan de son mandat depuis sa première élection en 2003. À la suite de la crise étudiante, le PLQ souhaite se montrer comme le parti de l’ordre et de la sécurité en essayant de donner aux manifestants une image négative. D’ailleurs dans son discours d’ouverture, le chef cible les manifestations comme un enjeu majeur : « le deuxième enjeu c’est ; quel type de société nous voulons, surtout après les événements du printemps dernier, les débordements de violence et d’intimidation »[57]. Ensuite, lors du sondage léger du 10 août 2012, sept Québécois sur dix (70 %) croient que le gouvernement libéral est corrompu[58]. Ainsi, le chef du PLQ a le souci dans son discours de rassurer la population à cet égard.

- Créée en 2011[59], la Coalition avenir Québec est un nouveau parti formé à partir d’une fusion avec l'Action démocratique du Québec[60]. François Legault veut prouver la pertinence et le sérieux de son parti. Le chef de la CAQ étant aussi un ancien ministre sous le gouvernement péquiste de Landry et Bouchard[61], celui-ci veut également lors de ce débat se détacher du Parti québécois. Donc, Legault est souvent à l’attaque envers Charest et Marois. La CAQ veut se montrer comme le parti du changement, celui qui sera capable de faire le ménage.

- Si Mme David est certes la moins habituée à ce genre d’exercice qu’est le débat des chefs, n’ayant jamais siégé à l’Assemblée Nationale et en étant à son baptême du débat des chefs, sa performance est remarquée par plusieurs, certains médias ont d’ailleurs souligné son « aplomb » et son « calme »[62]. Dans un article de Radio-Canada publié au lendemain du débat des chefs, on parle d’ailleurs d’un « effet débat »[63] dans sa circonscription de Gouin, qu’elle finira par remporter. Une tendance vers la gauche est d’ailleurs observée en 2012, comme l’explique Fournier dans un article paru dans la revue internationale de politique comparée[64], avantageant ainsi Madame David.
- Les différents partis ont utilisé les réseaux sociaux avec des objectifs de mobilisation, d’interaction, d’information et de personnalisation. Twitter a été un outil grandement utilisé par les candidats. Ainsi, le Parti québécois a créé pour le débat des questions sur tweeter afin de faire participer les internautes. Ainsi, les réseaux sociaux ont été un élément clef dans la campagne[65].

Le réseau TVA, a décliné l'invitation à se joindre aux autres diffuseurs pour le débat du 19 août. Le réseau privé a plutôt annoncé qu'il accueillerait Charest, Legault et Marois lors de trois face-à-face animés par Pierre Bruneau, les 20, 21 et 22 août. Chacun de ces débats mit en scène deux des trois chefs, qui débattent sur les thèmes de l'économie, de la gouvernance, des politiques sociales, ainsi que de la question nationale et de l'identité. Les porte-paroles de Québec solidaire n'ont pas été invités aux débats qui seront diffusés sur les stations du réseau TVA et à LCN.
Invité à aucun débat, le chef d'Option nationale, Jean-Martin Aussant, s'est insurgé contre la décision des réseaux de télévision. Il invoque la Loi électorale du Québec qui, selon lui, requiert que « la couverture offerte aux chefs doit être la même », ajoutant qu'il entend s'assurer « que [ses] droits soient respectés intégralement ».

## Résultats
L'élection a mené à l'élection d'un gouvernement minoritaire du Parti québécois avec 54 sièges à l'Assemblée nationale.
| Parti québécois | Libéral   | Coalition avenir | Québec solidaire |
| 54 sièges       | 50 sièges | 19 sièges        | 2 sièges         |
| ^               |           |                  |                  |
| majorité        |           |                  |                  |

### Résultats par parti politique
| Partis | Partis                       | Chef                           | Candidats | Sièges | Sièges | Voix      | Voix   | Voix  |
| Partis | Partis                       | Chef                           | Candidats | 2008   | Élus   | Nb        | %      | +/-   |
| --- | ---------------------------- | ------------------------------ | --------- | ------ | ------ | --------- | ------ | ----- |
| | Parti québécois              | Pauline Marois                 | 125       | 51     | 54     | 1 393 703 | 31,9 % | -3,2  |
| | Libéral                      | Jean Charest                   | 125       | 66     | 50     | 1 360 968 | 31,2 % | -10,9 |
| | Coalition avenir             | François Legault               | 125       | 0      | 19     | 1 180 235 | 27,1 % | -     |
| | Québec solidaire             | Françoise David et Amir Khadir | 124       | 1      | 2      | 263 111   | 6 %    | +2,3  |
| | Option nationale             | Jean-Martin Aussant            | 120       | 0      | -      | 82 539    | 1,9 %  | -     |
| | Vert                         | Claude Sabourin                | 66        | -      | -      | 43 394    | 1 %    | -1,1  |
| | Conservateur                 | Luc Harvey                     | 27        | -      | -      | 7 654     | 0,2 %  | -     |
| | Coalition constituante       | Marc Fafard                    | 29        | -      | -      | 5 197     | 0,1 %  | -     |
| | Parti nul                    | Renaud Blais                   | 10        | -      | -      | 2 743     | 0,1 %  | -     |
| | Équipe autonomiste           | Guy Boivin                     | 17        | -      | -      | 2 182     | 0,1 %  | -     |
| | Union citoyenne              | Alexis St-Gelais               | 20        | -      | -      | 2 089     | 0 %    | -     |
| | Classe moyenne               | Jean Lavoie                    | 7         | -      | -      | 2 053     | 0 %    | -     |
| | Marxiste-léniniste           | Pierre Chénier                 | 25        | -      | -      | 1 969     | 0 %    | -0    |
| | Parti indépendantiste (2008) | Michel Lepage                  | 10        | -      | -      | 1 244     | 0 %    | -0,1  |
| | Unité nationale              | Paul Biron                     | 12        | -      | -      | 1 227     | 0 %    | -     |
| | Bloc pot                     | Hugô St-Onge                   | 2         | -      | -      | 420       | 0 %    | -     |
| | Révolution démocratique      | Robert Genesse                 | 1         | -      | -      | 256       | 0 %    | -     |
| | Parti équitable              | Yvan Rodrigue                  | 1         | -      | -      | 126       | 0 %    | -     |
| | Indépendant                  | Indépendant                    | 46        | -      | -      | 11 578    | 0,3 %  | +0,1  |
| | Action démocratique          |                                | 0         | 7      | -      | 0         | 0 %    | -     |
| Total | Total                        | Total                          | 892       | 125    | 125    | 4 362 688 | 100 %  |       |
| Le taux de participation lors de l'élection était de 74,6 % et 53 749 bulletins ont été rejetés. Il y avait 5 919 778 personnes inscrites sur la liste électorale pour l'élection. |                              |                                |           |        |        |           |        |       |

### Résultats par circonscription
| Circonscriptions              | Député sortant        | Député sortant                        | Député gagnant                  | Député gagnant                  |
| Abitibi-Témiscamingue         | Abitibi-Témiscamingue | Abitibi-Témiscamingue                 | Abitibi-Témiscamingue           | Abitibi-Témiscamingue           |
| ----------------------------- | --------------------- | ------------------------------------- | ------------------------------- | ------------------------------- |
| Abitibi-Est                   |                       | Pierre Corbeil                        |                                 | Élizabeth Larouche              |
| Abitibi-Ouest                 |                       | François Gendron                      | François Gendron                | François Gendron                |
| Rouyn-Noranda–Témiscamingue   |                       | Daniel Bernard ‡                      |                                 | Gilles Chapadeau                |
| Bas-Saint-Laurent             |                       |                                       |                                 |                                 |
| Matane-Matapédia              | Nouv. circonscription | Nouv. circonscription                 |                                 | Pascal Bérubé                   |
| Rimouski                      |                       | Irvin Pelletier                       | Irvin Pelletier                 | Irvin Pelletier                 |
| Rivière-du-Loup–Témiscouata   |                       | Jean D'Amour Rivière-du-Loup          | Jean D'Amour Rivière-du-Loup    | Jean D'Amour Rivière-du-Loup    |
| Capitale-Nationale            |                       |                                       |                                 |                                 |
| Charlesbourg                  |                       | Michel Pigeon                         |                                 | Denise Trudel                   |
| Charlevoix–Côte-de-Beaupré    |                       | Pauline Marois Charlevoix             | Pauline Marois Charlevoix       | Pauline Marois Charlevoix       |
| Chauveau                      |                       | Gérard Deltell                        | Gérard Deltell                  | Gérard Deltell                  |
| Jean-Lesage                   |                       | André Drolet                          | André Drolet                    | André Drolet                    |
| Jean-Talon                    |                       | Yves Bolduc                           | Yves Bolduc                     | Yves Bolduc                     |
| La Peltrie                    |                       | Éric Caire                            | Éric Caire                      | Éric Caire                      |
| Louis-Hébert                  |                       | Sam Hamad                             | Sam Hamad                       | Sam Hamad                       |
| Montmorency                   |                       | Raymond Bernier                       |                                 | Michelyne C. St-Laurent         |
| Portneuf                      |                       | Michel Matte                          |                                 | Jacques Marcotte                |
| Taschereau                    |                       | Agnès Maltais                         | Agnès Maltais                   | Agnès Maltais                   |
| Vanier-Les Rivières           |                       | Patrick Huot Vanier                   |                                 | Sylvain Lévesque                |
| Centre-du-Québec              |                       |                                       |                                 |                                 |
| Arthabaska                    |                       | Claude Bachand                        |                                 | Sylvie Roy                      |
| Drummond–Bois-Francs          | Nouv. circonscription | Nouv. circonscription                 |                                 | Sébastien Schneeberger          |
| Nicolet-Bécancour             |                       | Jean-Martin Aussant Nicolet-Yamaska   |                                 | Donald Martel                   |
| Chaudière-Appalaches          |                       |                                       |                                 |                                 |
| Beauce-Nord                   |                       | Janvier Grondin ‡                     |                                 | André Spénard                   |
| Beauce-Sud                    |                       | Robert Dutil                          | Robert Dutil                    | Robert Dutil                    |
| Bellechasse                   |                       | Dominique Vien                        | Dominique Vien                  | Dominique Vien                  |
| Chutes-de-la-Chaudière        |                       | Marc Picard                           | Marc Picard                     | Marc Picard                     |
| Côte-du-Sud                   |                       | Norbert Morin Montmagny-L'Islet       | Norbert Morin Montmagny-L'Islet | Norbert Morin Montmagny-L'Islet |
| Lévis                         |                       | Gilles Lehouillier                    |                                 | Christian Dubé                  |
| Lotbinière-Frontenac          | Nouv. circonscription | Nouv. circonscription                 |                                 | Laurent Lessard                 |
| Côte-Nord                     |                       |                                       |                                 |                                 |
| René-Lévesque                 |                       | Marjolain Dufour                      | Marjolain Dufour                | Marjolain Dufour                |
| Duplessis                     |                       | Lorraine Richard                      | Lorraine Richard                | Lorraine Richard                |
| Estrie                        |                       |                                       |                                 |                                 |
| Mégantic                      |                       | Johanne Gonthier ‡ Mégantic-Compton   |                                 | Ghislain Bolduc                 |
| Orford                        |                       | Pierre Reid                           | Pierre Reid                     | Pierre Reid                     |
| Richmond                      |                       | Yvon Vallières ‡                      |                                 | Karine Vallières                |
| Saint-François                |                       | Monique Gagnon-Tremblay ‡             |                                 | Réjean Hébert                   |
| Sherbrooke                    |                       | Jean Charest                          |                                 | Serge Cardin                    |
| Gaspésie–Îles-de-la-Madeleine |                       |                                       |                                 |                                 |
| Bonaventure                   |                       | Damien Arsenault                      |                                 | Sylvain Roy                     |
| Gaspé                         |                       | Georges Mamelonet                     |                                 | Gaétan Lelièvre                 |
| Îles-de-la-Madeleine          |                       | Germain Chevarie                      |                                 | Jeannine Richard                |
| Lanaudière                    |                       |                                       |                                 |                                 |
| Berthier                      |                       | André Villeneuve                      | André Villeneuve                | André Villeneuve                |
| Joliette                      |                       | Véronique Hivon                       | Véronique Hivon                 | Véronique Hivon                 |
| L'Assomption                  |                       | Scott McKay                           |                                 | François Legault                |
| Masson                        |                       | Guillaume Tremblay ‡                  |                                 | Diane Hamelin                   |
| Repentigny                    | Nouv. circonscription | Nouv. circonscription                 |                                 | Scott McKay                     |
| Rousseau                      |                       | Nicolas Marceau                       | Nicolas Marceau                 | Nicolas Marceau                 |
| Terrebonne                    |                       | Mathieu Traversy                      | Mathieu Traversy                | Mathieu Traversy                |
| Laurentides                   |                       |                                       |                                 |                                 |
| Argenteuil                    |                       | Roland Richer                         | Roland Richer                   | Roland Richer                   |
| Bertrand                      |                       | Claude Cousineau                      | Claude Cousineau                | Claude Cousineau                |
| Blainville                    |                       | Daniel Ratthé                         | Daniel Ratthé                   | Daniel Ratthé                   |
| Deux-Montagnes                |                       | Benoit Charette                       |                                 | Daniel Goyer                    |
| Groulx                        |                       | René Gauvreau ‡                       |                                 | Hélène Daneault                 |
| Labelle                       |                       | Sylvain Pagé                          | Sylvain Pagé                    | Sylvain Pagé                    |
| Mirabel                       |                       | Denise Beaudoin                       | Denise Beaudoin                 | Denise Beaudoin                 |
| Saint-Jérôme                  |                       | Gilles Robert Prévost                 |                                 | Jacques Duchesneau              |
| Laval                         |                       |                                       |                                 |                                 |
| Chomedey                      |                       | Guy Ouellette                         | Guy Ouellette                   | Guy Ouellette                   |
| Fabre                         |                       | Michelle Courchesne ‡                 |                                 | Gilles Ouimet                   |
| Laval-des-Rapides             |                       | Alain Paquet                          |                                 | Léo Bureau-Blouin               |
| Mille-Îles                    |                       | Francine Charbonneau                  | Francine Charbonneau            | Francine Charbonneau            |
| Sainte-Rose                   | Nouv. circonscription | Nouv. circonscription                 |                                 | Suzanne Proulx                  |
| Vimont                        |                       | Vincent Auclair ‡                     |                                 | Jean Rousselle                  |
| Mauricie                      |                       |                                       |                                 |                                 |
| Champlain                     |                       | Noëlla Champagne                      | Noëlla Champagne                | Noëlla Champagne                |
| Laviolette                    |                       | Julie Boulet                          | Julie Boulet                    | Julie Boulet                    |
| Maskinongé                    |                       | Jean-Paul Diamond                     | Jean-Paul Diamond               | Jean-Paul Diamond               |
| Saint-Maurice                 |                       | Claude Pinard ‡                       |                                 | Luc Trudel                      |
| Trois-Rivières                |                       | Danielle St-Amand                     | Danielle St-Amand               | Danielle St-Amand               |
| Montérégie                    |                       |                                       |                                 |                                 |
| Beauharnois                   |                       | Guy Leclair                           | Guy Leclair                     | Guy Leclair                     |
| Borduas                       |                       | Pierre Curzi ‡                        |                                 | Pierre Duchesne                 |
| Brome-Missisquoi              |                       | Pierre Paradis                        | Pierre Paradis                  | Pierre Paradis                  |
| Chambly                       |                       | Bertrand St-Arnaud                    | Bertrand St-Arnaud              | Bertrand St-Arnaud              |
| Châteauguay                   |                       | Pierre Moreau                         | Pierre Moreau                   | Pierre Moreau                   |
| Granby                        |                       | François Bonnardel Shefford           | François Bonnardel Shefford     | François Bonnardel Shefford     |
| Huntingdon                    |                       | Stéphane Billette                     | Stéphane Billette               | Stéphane Billette               |
| Iberville                     |                       | Marie Bouillé                         | Marie Bouillé                   | Marie Bouillé                   |
| Johnson                       |                       | Étienne-Alexis Boucher                |                                 | Yves-François Blanchet          |
| La Pinière                    |                       | Fatima Houda-Pepin                    | Fatima Houda-Pepin              | Fatima Houda-Pepin              |
| Laporte                       |                       | Nicole Ménard                         | Nicole Ménard                   | Nicole Ménard                   |
| La Prairie                    |                       | François Rebello                      |                                 | Stéphane Le Bouyonnec           |
| Marie-Victorin                |                       | Bernard Drainville                    | Bernard Drainville              | Bernard Drainville              |
| Montarville                   |                       | Monique Richard Marguerite-D'Youville |                                 | Nathalie Roy                    |
| Richelieu                     |                       | Sylvain Simard ‡                      |                                 | Élaine Zakaïb                   |
| Saint-Hyacinthe               |                       | Émilien Pelletier                     | Émilien Pelletier               | Émilien Pelletier               |
| Saint-Jean                    |                       | Dave Turcotte                         | Dave Turcotte                   | Dave Turcotte                   |
| Sanguinet                     | Nouv. circonscription | Nouv. circonscription                 |                                 | Alain Therrien                  |
| Soulanges                     |                       | Lucie Charlebois                      | Lucie Charlebois                | Lucie Charlebois                |
| Taillon                       |                       | Marie Malavoy                         | Marie Malavoy                   | Marie Malavoy                   |
| Vachon                        |                       | Martine Ouellet                       | Martine Ouellet                 | Martine Ouellet                 |
| Vaudreuil                     |                       | Yvon Marcoux                          | Yvon Marcoux                    | Yvon Marcoux                    |
| Verchères                     |                       | Stéphane Bergeron                     | Stéphane Bergeron               | Stéphane Bergeron               |
| Montréal                      |                       |                                       |                                 |                                 |
| Est                           |                       |                                       |                                 |                                 |
| Anjou–Louis-Riel              |                       | Lise Thériault                        | Lise Thériault                  | Lise Thériault                  |
| Bourassa-Sauvé                |                       | Line Beauchamp ‡                      |                                 | Rita de Santis                  |
| Bourget                       |                       | Maka Kotto                            | Maka Kotto                      | Maka Kotto                      |
| Crémazie                      |                       | Lisette Lapointe ‡                    |                                 | Diane De Courcy                 |
| Gouin                         |                       | Nicolas Girard                        |                                 | Françoise David                 |
| Hochelaga-Maisonneuve         |                       | Carole Poirier                        | Carole Poirier                  | Carole Poirier                  |
| Jeanne-Mance–Viger            |                       | Filomena Rotiroti                     | Filomena Rotiroti               | Filomena Rotiroti               |
| LaFontaine                    |                       | Marc Tanguay                          | Marc Tanguay                    | Marc Tanguay                    |
| Laurier-Dorion                |                       | Gerry Sklavounos                      | Gerry Sklavounos                | Gerry Sklavounos                |
| Mercier                       |                       | Amir Khadir                           | Amir Khadir                     | Amir Khadir                     |
| Pointe-aux-Trembles           |                       | Nicole Léger                          | Nicole Léger                    | Nicole Léger                    |
| Rosemont                      |                       | Louise Beaudoin ‡                     |                                 | Jean-François Lisée             |
| Sainte-Marie–Saint-Jacques    |                       | Martin Lemay ‡                        |                                 | Daniel Breton                   |
| Viau                          |                       | Emmanuel Dubourg                      | Emmanuel Dubourg                | Emmanuel Dubourg                |
| Ouest                         |                       |                                       |                                 |                                 |
| Acadie                        |                       | Christine St-Pierre                   | Christine St-Pierre             | Christine St-Pierre             |
| D'Arcy-McGee                  |                       | Lawrence Bergman                      | Lawrence Bergman                | Lawrence Bergman                |
| Jacques-Cartier               |                       | Geoffrey Kelley                       | Geoffrey Kelley                 | Geoffrey Kelley                 |
| Marguerite-Bourgeoys          |                       | Clément Gignac                        |                                 | Robert Poëti                    |
| Marquette                     |                       | François Ouimet                       | François Ouimet                 | François Ouimet                 |
| Mont-Royal                    |                       | Pierre Arcand                         | Pierre Arcand                   | Pierre Arcand                   |
| Nelligan                      |                       | Yolande James                         | Yolande James                   | Yolande James                   |
| Outremont                     |                       | Raymond Bachand                       | Raymond Bachand                 | Raymond Bachand                 |
| Notre-Dame-de-Grâce           |                       | Kathleen Weil                         | Kathleen Weil                   | Kathleen Weil                   |
| Robert-Baldwin                |                       | Pierre Marsan                         | Pierre Marsan                   | Pierre Marsan                   |
| Saint-Henri–Sainte-Anne       |                       | Marguerite Blais                      | Marguerite Blais                | Marguerite Blais                |
| Saint-Laurent                 |                       | Jean-Marc Fournier                    | Jean-Marc Fournier              | Jean-Marc Fournier              |
| Verdun                        |                       | Henri-François Gautrin                | Henri-François Gautrin          | Henri-François Gautrin          |
| Westmount–Saint-Louis         |                       | Jacques Chagnon                       | Jacques Chagnon                 | Jacques Chagnon                 |
| Nord-du-Québec                |                       |                                       |                                 |                                 |
| Ungava                        |                       | Luc Ferland                           | Luc Ferland                     | Luc Ferland                     |
| Outaouais                     |                       |                                       |                                 |                                 |
| Chapleau                      |                       | Marc Carrière                         | Marc Carrière                   | Marc Carrière                   |
| Gatineau                      |                       | Stéphanie Vallée                      | Stéphanie Vallée                | Stéphanie Vallée                |
| Hull                          |                       | Maryse Gaudreault                     | Maryse Gaudreault               | Maryse Gaudreault               |
| Papineau                      |                       | Norman MacMillan ‡                    |                                 | Alexandre Iracà                 |
| Pontiac                       |                       | Charlotte L'Écuyer                    | Charlotte L'Écuyer              | Charlotte L'Écuyer              |
| Saguenay–Lac-Saint-Jean       |                       |                                       |                                 |                                 |
| Chicoutimi                    |                       | Stéphane Bédard                       | Stéphane Bédard                 | Stéphane Bédard                 |
| Dubuc                         |                       | Serge Simard                          |                                 | Jean-Marie Claveau              |
| Jonquière                     |                       | Sylvain Gaudreault                    | Sylvain Gaudreault              | Sylvain Gaudreault              |
| Lac-Saint-Jean                |                       | Alexandre Cloutier                    | Alexandre Cloutier              | Alexandre Cloutier              |
| Roberval                      |                       | Denis Trottier                        | Denis Trottier                  | Denis Trottier                  |

## Ne se sont pas représentés
Cette liste inclut les députés encore en poste lors du déclenchement de l'élection. Elle n'inclut donc pas la député Line Beauchamp du Parti libéral du Québec qui a quitté son poste avant le déclenchement.
|  | Nom                     | Parti                                                   | Circonscription             |
|  | ----------------------- | ------------------------------------------------------- | --------------------------- |
|  | Vincent Auclair         | Libéral                                                 | Vimont                      |
|  | Yvon Vallières          | Libéral                                                 | Richmond                    |
|  | Sylvain Simard          | Parti québécois                                         | Richelieu                   |
|  | Guillaume Tremblay      | Parti québécois                                         | Masson                      |
|  | Danielle Doyer          | Parti québécois                                         | Matapédia                   |
|  | Martin Lemay            | Parti québécois                                         | Sainte-Marie–Saint-Jacques  |
|  | Janvier Grondin         | Action démocratique (2003-2012) Coalition avenir (2012) | Beauce-Nord                 |
|  | Johanne Gonthier        | Libéral                                                 | Mégantic-Compton            |
|  | Norman MacMillan,       | Libéral                                                 | Papineau                    |
|  | Monique Gagnon-Tremblay | Libéral                                                 | Saint-François              |
|  | Michelle Courchesne     | Libéral                                                 | Fabre                       |
|  | Daniel Bernard          | Libéral                                                 | Rouyn-Noranda—Témiscamingue |
|  | Lisette Lapointe        | Parti québécois (2007-2011) Indépendant (2011-2012)     | Crémazie                    |
|  | Pierre Curzi            | Parti québécois (2007-2011) Indépendant (2011-2012)     | Borduas                     |